# مغالطه سوء تألیف در کبرای قیاس
مغالطه سوء تألیف در کبرای قیاس (انگلیسی: Illicit major) نوعی مغالطه ساختاری (صوری) است که در قیاس‌های بی‌اعتبار یافت می‌شود و در آن ترم کبرا در کبرای قیاس (مقدمه دوم) حد فراگیر نیست ولی در نتیجه حد فراگیر است. صورت منطقی این مغالطه به شکل زیر است:
همهٔ الف‌ها ب هستند.
بعضی از ج‌ها آ نیستند.
پس هیچ ج ب نیست.
برای مثال:
همهٔ سگ‌ها گوشتخوارند.
هیچ گربه‌ای سگ نیست.
پس هیچ گربه‌ای گوشتخوار نیست.
در اینجا ترم کبرا (گوشتخوار) در کبرای قیاس («همهٔ سگ‌ها گوشتخوارند.») حد فراگیر نیست (چون در مورد تمام اعضای مجموعه گوشتخواران اطلاعات نمی‌دهد و تنها در مورد زیرمجموعه‌ای از آنان است) ولی در نتیجه حد فراگیر است. (چون در مورد تمام اعضای مجموعه گوشتخواران اطلاعات می‌دهد و می‌گوید که هیچ‌کدام از آن‌ها گوشتخوار نیستند)
مغالطهٔ سوء تألیف از مغالطه‌های مشهور و شناخته‌شده از قدیم است که به وسیلهٔ ارسطو مطرح شده و همواره در کتاب‌های منطق کلاسیک به آن اشاره می‌شود.